# Coenobita violascens
Coenobita violascens is een op land levende heremietkreeft die voorkomt in Japan.